# Air Panama Internacional
 (avril 2023).
Ne doit pas être confondu avec Air Panama.
Air Panama Internacional, abrégé couramment en Air Panama, était une compagnie aérienne nationale du Panama qui a cessé ses activités en 1990. La société était basée à l'aéroport de Tocumen qui dessert Panama City.

## Histoire
Air Panama Internacional a été fondée en 1967 avec le soutien de la compagnie aérienne espagnole Iberia. Les opérations aériennes ont commencé en août 1967 avec un Douglas DC-9-15 loué au constructeur. Le réseau au départ de Panama City comprenait initialement Mexico, Miami, Bogotá, Caracas, Lima et Guayaquil. En novembre 1972, un Boeing 727-100 acquis auprès de Japan Air Lines remplace le Douglas DC-9. Après avoir acquis deux autres Boeing 727-100 , la ville de Guatemala a été ajoutée au plan de vol en tant que nouvelle destination en 1973. Au début des années 1980, une modernisation de la flotte vieillissante était prévue. La compagnie aérienne charter allemande Jetair a manifesté son intérêt pour l'achat des trois Boeing 727-100, mais n'a pris qu'un seul appareil en mai 1984.
La situation financière de l'entreprise rendait impossible l'achat d'avions neufs. L'achat nécessaire d'un McDonnell Douglas DC-10 d‘occasion dans les stocks de l’américaine  Northwest Airlines en 1985 n'a pas non plus pu être financé. Au lieu de cela, la société a loué des appareils à d'autres compagnies aériennes dans le cadre de contrats de location avec équipage si nécessaire, en particulier pour la route vers Miami. L'aggravation des problèmes économiques a conduit en décembre 1990 l’arrêt des liaisons aériennes. Les droits de route ont été repris par Copa Airlines.
le 11 En juillet 1991, la compagnie inactive Air Panama Internacional a été rebaptisée Panama Air International. La société prévoyait de reprendre les opérations aériennes à l'été 1992 avec un Boeing 757 loué, mais n'a pas pu le faire.

## Utilisation du nom
Depuis début 2006, la compagnie aérienne régionale Turismo Aero (anciennement Parsa SA ) opère sous le nom d'Air Panama. La compagnie aérienne exploite un réseau de liaisons intérieures et maintient une liaison internationale régulière vers San José (Costa Rica). La société de charters commerciaux Panama Aircraft ne fait pas partie d' Air Panama, mais est une filiale de la holding britannique Global Aviation Syndicate Ltd. (GAS) basée à Londres, dans laquelle Globalstar Investors Panama détient une participation.

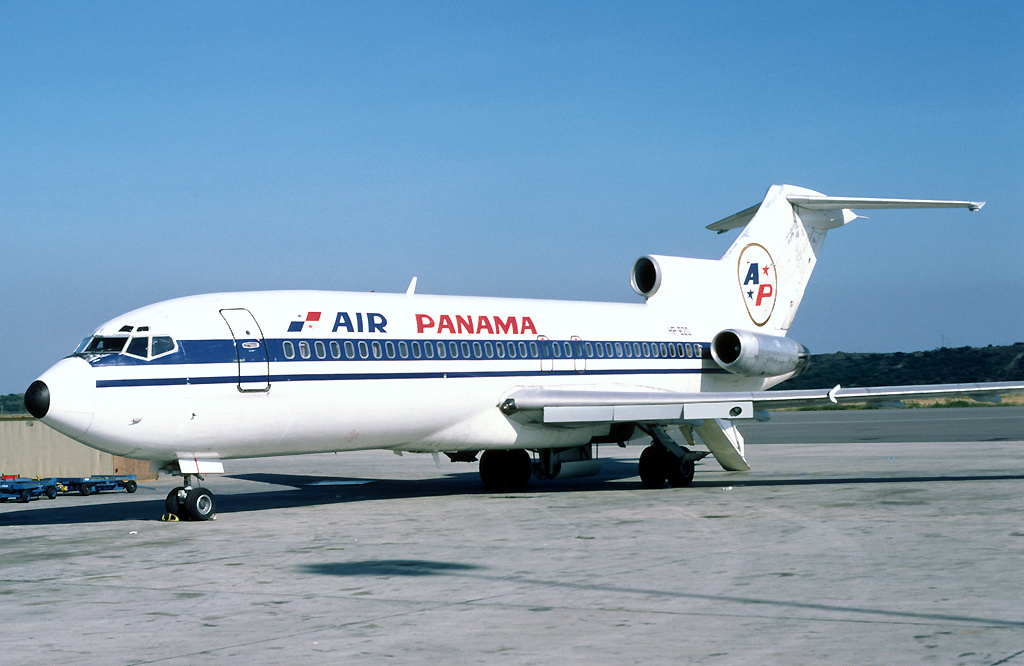
Boeing 727 d‘Air Panama Internacional à Caracas en 1980

- Boeing 727-100 et 727-200
- Douglas DC-9-15